# 기록관
기록관(記錄館)은 시설 및 장비와 이를 운영하기 위한 전문인력을 갖추고 기록물관리 업무를 수행하는 기관을 말하며, 영구기록물관리기관, 기록관 및 특수기록관으로 구분한다.

## 기록관들의 업무 기능
공공기록물관리에 관한 법률에서 정하고 있는 각 기관들의 업무 기능은 다음과 같다
- 제9조(중앙기록물관리기관)

① 기록물관리를 총괄ㆍ조정하고 기록물을 영구보존ㆍ관리하기 위하여 행정안전부장관은 그 소속으로 영구기록물관리기관을 설치ㆍ운영하여야 한다.  <개정 2013. 3. 23., 2014. 11. 19., 2017. 7. 26.>
② 제1항에 따라 행정안전부장관 소속으로 설치ㆍ운영되는 영구기록물관리기관(이하 "중앙기록물관리기관"이라 한다)은 다음 각 호의 업무를 수행한다.  <개정 2013. 3. 23., 2014. 11. 19., 2017. 7. 26.>
1. 기록물관리에 관한 기본정책의 수립 및 제도의 개선
2. 기록물관리 표준화 정책의 수립 및 기록물관리 표준의 개발ㆍ운영
3. 기록물관리 및 기록물관리 관련 통계의 작성ㆍ관리
4. 기록물의 전자적 관리체계 구축 및 표준화
5. 기록물관리의 방법 및 보존기술의 연구ㆍ보급
6. 기록물관리 종사자에 대한 교육ㆍ훈련
7. 기록물관리에 관한 지도ㆍ감독 및 평가
8. 다른 기록물관리기관과의 연계ㆍ협조
9. 기록물관리에 관한 교류ㆍ협력
10. 그 밖에 이 법에서 정하는 사항
③ 중앙기록물관리기관의 장은 공공기관으로부터 이관받은 기록물을 효율적으로 관리하기 위하여 필요한 경우에는 중간 관리시설을 설치ㆍ운영할 수 있다.
- 제10조(헌법기관기록물관리기관)

① 국회, 대법원, 헌법재판소 및 중앙선거관리위원회는 소관 기록물의 영구보존 및 관리를 위하여 영구기록물관리기관을 설치ㆍ운영할 수 있다. 이 경우 영구기록물관리기관을 설치ㆍ운영하지 아니할 때에는 대통령령으로 정하는 바에 따라 중앙기록물관리기관에 소관 기록물의 관리를 위탁하여야 한다.
② 제1항에 따라 국회, 대법원, 헌법재판소 및 중앙선거관리위원회에 설치ㆍ운영하는 영구기록물관리기관(이하 "헌법기관기록물관리기관"이라 한다)은 다음 각 호의 업무를 수행한다.
1. 관할 공공기관의 기록물관리에 관한 기본계획의 수립ㆍ시행
2. 관할 공공기관의 기록물관리 및 기록물관리 관련 통계의 작성ㆍ관리
3. 관할 공공기관의 기록물관리에 관한 지도ㆍ감독 및 지원
4. 중앙기록물관리기관과의 협조에 의한 기록물의 상호활용 및 보존의 분담
5. 관할 공공기관의 기록물관리 종사자에 대한 교육ㆍ훈련
6. 그 밖에 기록물관리에 관한 사항
③ 헌법기관기록물관리기관의 장은 중앙기록물관리기관의 장이 기록물관리에 대한 표준의 이행과 기록물관리 관련 통계현황 등 기록물의 효율적 관리를 위하여 필요한 사항에 관하여 협조를 요청하면 협조하여야 한다.
- 제11조(지방기록물관리기관)

① 특별시장ㆍ광역시장ㆍ특별자치시장ㆍ도지사 또는 특별자치도지사는 소관 기록물의 영구보존 및 관리를 위하여 특별시ㆍ광역시ㆍ특별자치시ㆍ도 또는 특별자치도(이하 "시ㆍ도"라 한다)의 조례로 정하는 바에 따라 영구기록물관리기관(이하 "시ㆍ도기록물관리기관"이라 한다)을 설치ㆍ운영하여야 한다.
② 특별시ㆍ광역시ㆍ특별자치시ㆍ도ㆍ특별자치도 교육감(이하 "시ㆍ도교육감"이라 한다)은 소관 기록물의 영구보존 및 관리를 위하여 시ㆍ도의 조례로 정하는 바에 따라 영구기록물관리기관(이하 "시ㆍ도교육청기록물관리기관"이라 한다)을 설치ㆍ운영할 수 있다. 이 경우 시ㆍ도교육감이 시ㆍ도교육청기록물관리기관을 설치ㆍ운영하지 아니할 때에는 대통령령으로 정하는 바에 따라 소관 기록물을 시ㆍ도기록물관리기관에 이관하여야 한다.
③ 시장ㆍ군수ㆍ구청장(자치구의 구청장을 말한다. 이하 같다)은 소관 기록물의 영구보존 및 관리를 위하여 시ㆍ군ㆍ자치구의 조례로 정하는 바에 따라 영구기록물관리기관(이하 "시ㆍ군ㆍ구기록물관리기관"이라 한다)을 설치ㆍ운영할 수 있다. 이 경우 시장ㆍ군수ㆍ구청장이 시ㆍ군ㆍ구기록물관리기관을 설치ㆍ운영하지 아니할 때에는 대통령령으로 정하는 바에 따라 소관 기록물을 시ㆍ도기록물관리기관에 이관하여야 한다.
④ 지방자치단체의 장은 기록물관리를 효율적으로 하기 위하여 필요한 경우에는 대통령령으로 정하는 바에 따라 영구기록물관리기관을 공동으로 설치ㆍ운영할 수 있다.
⑤ 시ㆍ도기록물관리기관(제2항 후단 및 제3항 후단에 따라 시ㆍ도교육감 또는 시장ㆍ군수ㆍ구청장으로부터 소관 기록물을 이관받은 경우를 포함한다), 시ㆍ도교육청기록물관리기관, 시ㆍ군ㆍ구기록물관리기관 및 제4항에 따라 공동으로 설치ㆍ운영되는 영구기록물관리기관(이하 "지방기록물관리기관"이라 한다)은 다음 각 호의 업무를 수행한다.
1. 관할 공공기관의 기록물관리에 관한 기본계획의 수립ㆍ시행
2. 관할 공공기관의 기록물관리 및 기록물관리 관련 통계의 작성ㆍ관리
3. 관할 공공기관의 기록물관리에 관한 지도ㆍ감독 및 지원
4. 관할 지방자치단체의 기록물관리에 관한 지도(시ㆍ도기록물관리기관만 해당한다)
5. 중앙기록물관리기관과의 협조에 의한 기록물의 상호활용 및 보존의 분담
6. 관할 공공기관의 기록물관리 종사자에 대한 교육ㆍ훈련
7. 관할 공공기관 관련 향토자료 등의 수집
8. 그 밖에 기록물관리에 관한 사항
⑥ 국가는 지방기록물관리기관의 설치ㆍ운영에 필요한 경비의 일부를 예산의 범위에서 보조할 수 있다.
⑦ 지방기록물관리기관의 장은 중앙기록물관리기관의 장이 기록물관리에 대한 표준의 이행, 국가위임사무에 관한 기록물의 원본 또는 사본의 이관, 그 밖에 기록물관리 관련 통계현황 등 기록물의 효율적 관리를 위하여 필요한 사항에 관하여 협조를 요청하면 협조하여야 한다.
- 제13조(기록관)

① 공공기관의 기록물을 효율적으로 관리하기 위하여 대통령령으로 정하는 공공기관은 기록관을 설치ㆍ운영하여야 한다. 다만, 제14조에 따른 특수기록관을 설치ㆍ운영하는 공공기관의 경우에는 그 공공기관 내에 기록관을 설치할 수 없다.
② 기록관은 다음 각 호의 업무를 수행한다.
1. 해당 공공기관의 기록물관리에 관한 기본계획의 수립ㆍ시행
2. 해당 공공기관의 기록물 수집ㆍ관리 및 활용
3. 기록관이 설치되지 아니한 관할 공공기관의 기록물관리
4. 영구기록물관리기관으로의 기록물 이관
5. 해당 공공기관의 기록물에 대한 정보공개 청구의 접수
6. 관할 공공기관의 기록물관리에 대한 지도ㆍ감독 및 지원
7. 그 밖에 기록물관리에 관한 사항
- 제14조(특수기록관)

① 통일ㆍ외교ㆍ안보ㆍ수사ㆍ정보 분야의 기록물을 생산하는 공공기관의 장은 소관 기록물을 장기간 관리하려는 경우에는 중앙기록물관리기관의 장과 협의하여 특수기록관을 설치ㆍ운영할 수 있다.
② 특수기록관은 제28조 제1항에 따른 시설ㆍ장비와 이를 운영하기 위한 전문인력을 갖추어야 한다.
③ 특수기록관은 다음 각 호의 업무를 수행한다.
1. 관할 공공기관의 기록물관리에 관한 기본계획의 수립ㆍ시행
2. 해당 공공기관의 기록물 수집ㆍ관리 및 활용
3. 특수기록관이 설치되지 아니한 관할 공공기관의 기록물관리
4. 중앙기록물관리기관으로의 기록물 이관
5. 해당 공공기관의 기록물에 대한 정보공개 청구의 접수
6. 관할 공공기관의 기록물관리에 대한 지도ㆍ감독 및 지원
7. 그 밖에 기록물관리에 관한 사항

## 같이 보기
- 아카이브